# Porostnica podomka
Porostnica podomka (Bryophila domestica) – gatunek motyla z rodziny sówkowatych. Zamieszkuje palearktyczną Eurazję, od Półwyspu Iberyjskiego po Iran, oraz zachodnią Afrykę Północną. Gąsienica żeruje na porostach.

## Taksonomia
Gatunek ten opisany został po raz pierwszy w 1766 roku przez Johanna Siegfrieda Hufnagela na łamach „Berlinisches Magazin” pod nazwą Phalaena domestica. W 1775 roku niezależnie opisali go Michael Denis oraz Ignaz Schiffermüller jako Noctua perla i pod taką nazwą wyznaczony został w 1840 roku przez Johna Obadię Westwooda gatunkiem typowym rodzaju Bryophila, wprowadzonego w 1825 roku przez Georga Friedricha Treitschke.

## Morfologia

### Owad dorosły

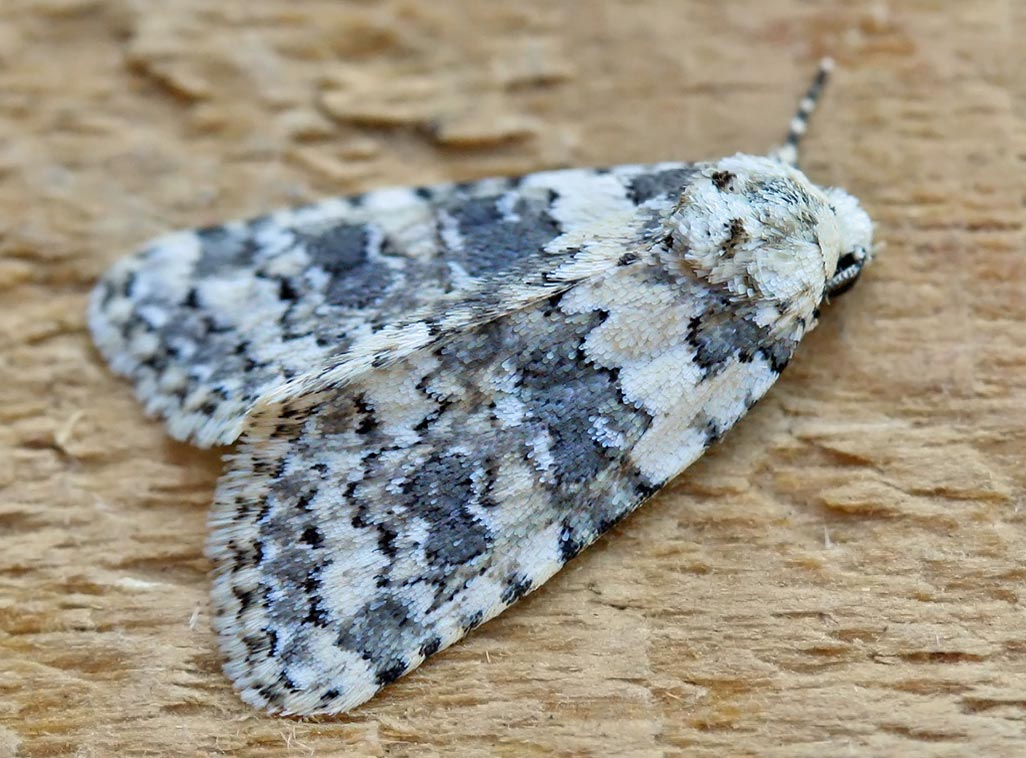
Forma jasna

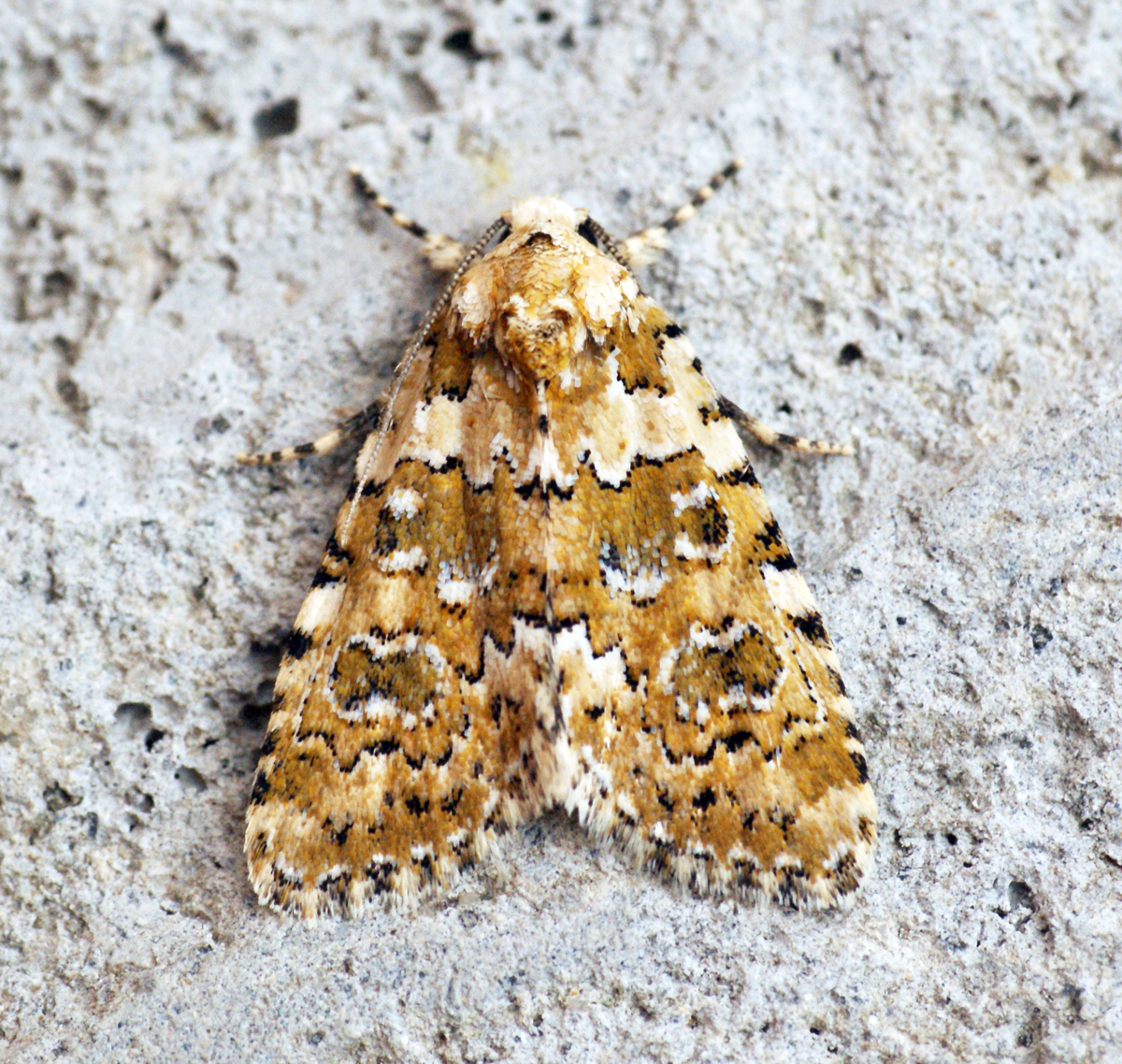
Forma rdzawa

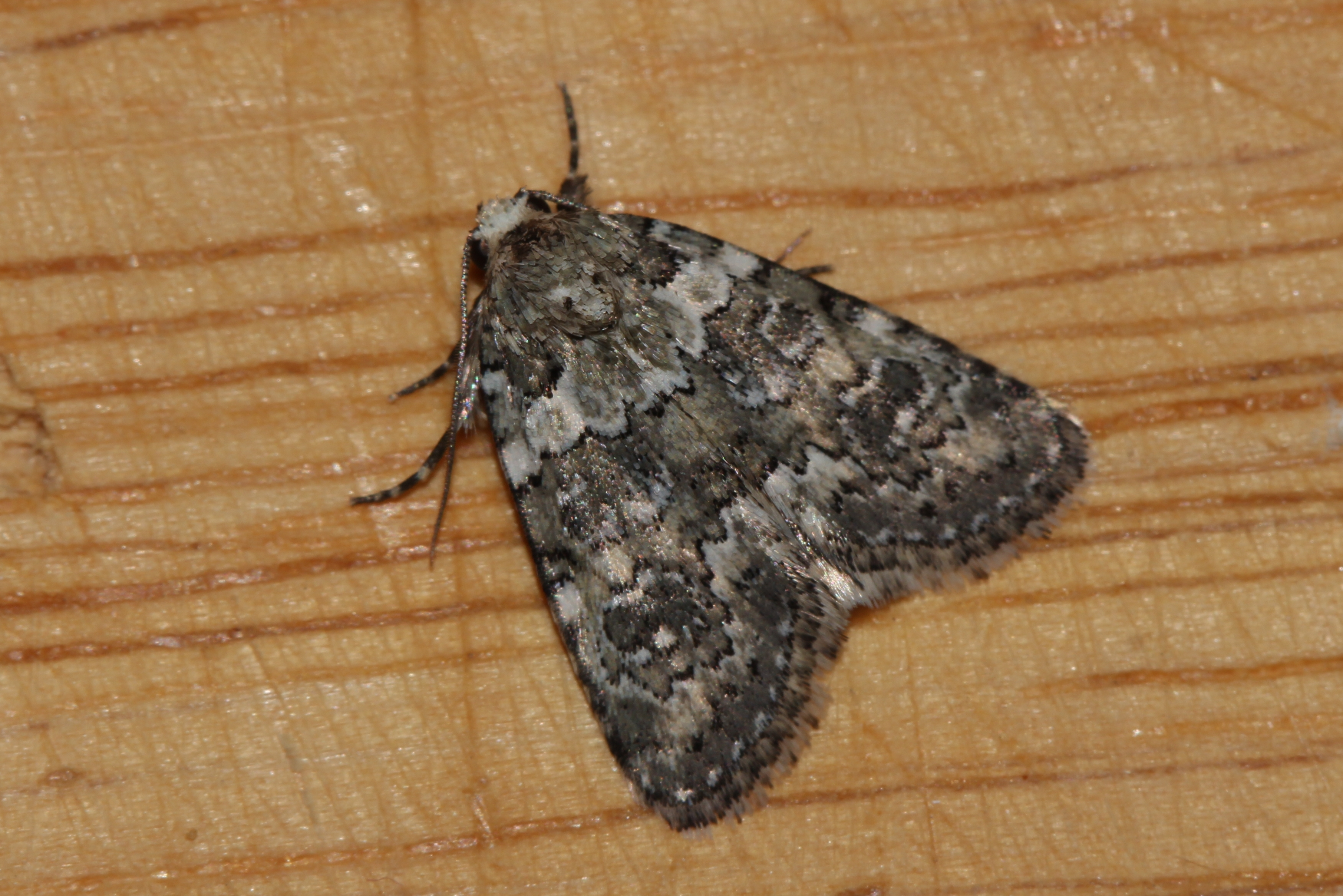
Forma ciemna

Motyl osiągający od 20 do 26 mm rozpiętości skrzydeł. Ubarwienie ma charakter kamuflujący na tle porostów. Głowa i większa część tułowia są białe lub żółtawobiałe, rzadziej rdzawe lub szare.
Przednie skrzydło u formy typowej ma tło białe, kremowe, żółtawe lub szarobiałe, u formy melanistycznej nawet ciemnoszare, a zdarzają się też okazy o tle rdzawoochrowym. Przepaski są czarne, wąskie, silnie ząbkowane, wyraźniej zaznaczone u przedniego brzegu skrzydła; przepaska falista często porozbijana jest na fragmenty. Plamki nerkowate, okrągła i czopkowata typowo są ciemnoszare, zwykle z białymi obwódkami. Kształt plamki nerkowatej jest wskutek pośrodkowego przewężenia ósmekowaty, a jej rozmiar dwukrotnie większy od plamki okrągłej. Strzępina jest żółtawobiała z ciemnymi, rzadko rdzawopomarańczowymi prążkami. Skrzydło tylne jest u nasady jasnoszare i ku zewnętrznemu brzegowi mocno ciemniejące, rzadko u nasady białawe i przy zewnętrznym brzegu poszarzałe. Ma ono ciemną kropkę na żyłce poprzecznej, a często też ciemną, wąską przepaskę środkową. Jego strzępina jest biaława, jedynie u form melanistycznych szara.
Na wierzchu odwłoka brak jest kępek odstających łusek. Genitalia samca cechują się dobrze rozwiniętym, długim, u nasady bocznie uwypuklonym, a na szczycie zaostrzonym wyrostkiem dolnej strony sakulusa, nieprzewężoną walwą o owalnym płacie wierzchołkowym oraz niemal wyprostowanym edeagusem bez ciernia w wezyce.

### Gąsienica
Wyrośnięta gąsienica ma ciemnoszaroniebieskie ciało z podłużną, czarną, szeroko, czerwono i żółto po bokach obwiedzioną linią na grzbiecie, białymi, podłużnymi paskami bocznymi oraz czarnym nakrapianiem i czarnymi przetchlinkami.

## Biologia i ekologia

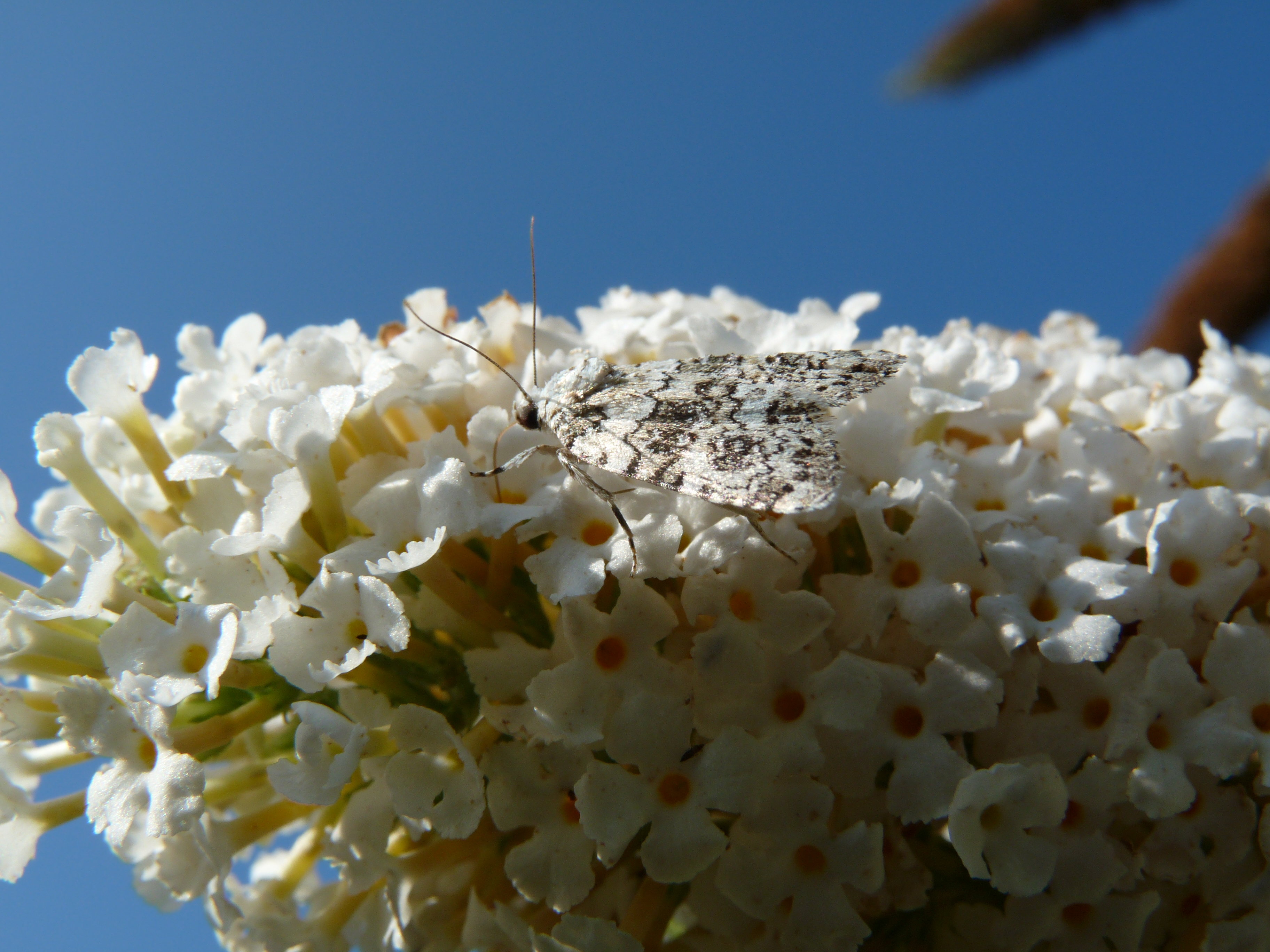
Imago ssące nektar

Owad ten zasiedla lasy, polany, widne zarośla, łąki oraz murawy naskalne i kserotermiczne. Rozmieszczony jest o nizin po góry, w Alpach dochodząc do rzędnych 2000 m n.p.m.
Gąsienica jest lichenofagiczna i żeruje na rozmiękczonych wilgocią porostach rosnących na pniach drzew, skałach, kamieniach, ale także starych murach i drewnianych płotach. Jako jej pokarm wymieniane są złotorosty i krążniczki. Gdy nie żerują, larwy kryją się w oprzędach w różnych szczelinach. Gąsienice są stadium zimującym i obserwuje się je od września do maja.
Postacie dorosłe latają od lipca do końca sierpnia. W dzień chętnie przesiadują na pniach drzew, murach, kamieniach i płotach, zwłaszcza na powierzchniach obrośniętych porostami. Żerują głównie nocą. Odżywiają się nektarem, odwiedzając m.in. kwiaty chabrów. Przylatują także do sztucznych źródeł światła.

## Rozprzestrzenienie i zagrożenie
Gatunek palearktyczny.
W Europie znany jest z Portugalii, Hiszpanii, Andory, Irlandii, Wielkiej Brytanii, Francji, Belgii, Luksemburga, Holandii, Niemiec, Szwajcarii, Liechtensteinu, Austrii, Włoch, Malty, Danii, Szwecji, Norwegii, Finlandii, Polski, Czech, Słowacji, Węgier, Białorusi, Ukrainy, Rumunii, Mołdawii, Bułgarii, Słowenii, Chorwacji, Bośni i Hercegowiny, Serbii, Czarnogóry, Macedonii Północnej, Grecji oraz europejskiej części Rosji. We współczesnej Polsce motyla tego widuje się rzadko. Na niemieckiej „Czerwonej liście” umieszczony został w trzeciej kategorii gatunków zagrożonych wymarciem.
W Afryce Północnej notowany jest z Algierii. W Azji podawany jest z Cypru, anatolijskiej części Turcji, Izraela i Iranu. Azjatycka część areału pozostaje jednak niedostatecznie poznana.